# Площадь Лазарева (Севастополь)
Пло́щадь Ла́зарева (укр. Площа Лазарєва) — одна из центральных площадей Севастополя, часть Центрального городского кольца. Находится в Ленинском районе города, от неё начинаются проспект Нахимова, улицы Большая Морская, Генерала Петрова, Маяковского, Воронина и спуск Шестакова.
Форма площади треугольная. Застроена жилыми домами и зданием общественного назначения в едином архитектурном стиле (архитекторы Л. Н. Павлов,  А. Б. Борецкий, Е. Н. Стамо).
Нынешнее название получила в 1993 году в честь русского ученого-мореплавателя и военно-морского деятеля Михаила Петровича Лазарева.

## История

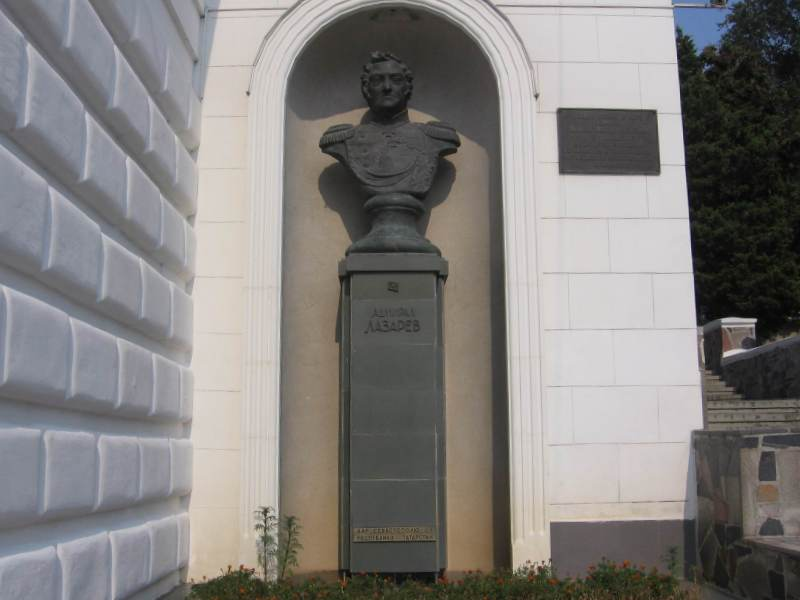
Памятник адмиралу Лазареву

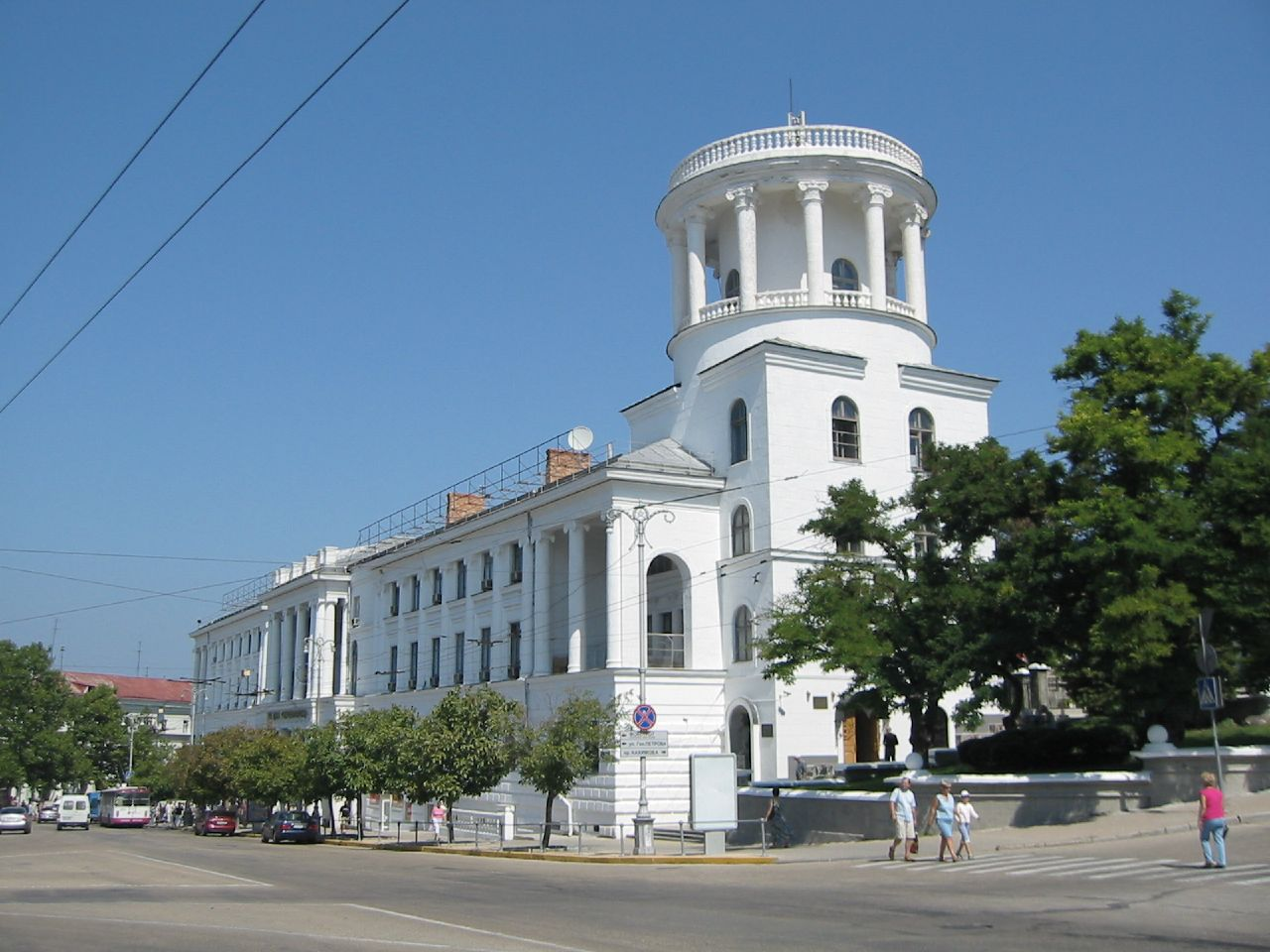
Вид с площади Лазарева

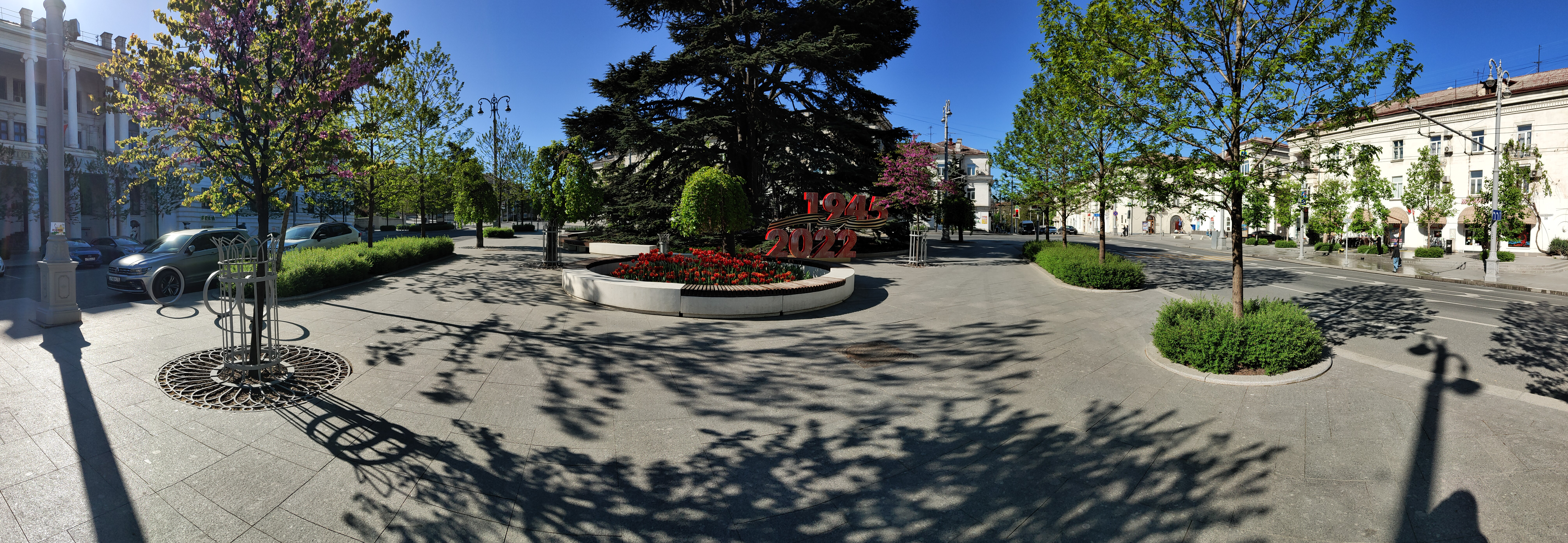
Площадь Лазарева (Севастополь), панорамный вид на центр площади

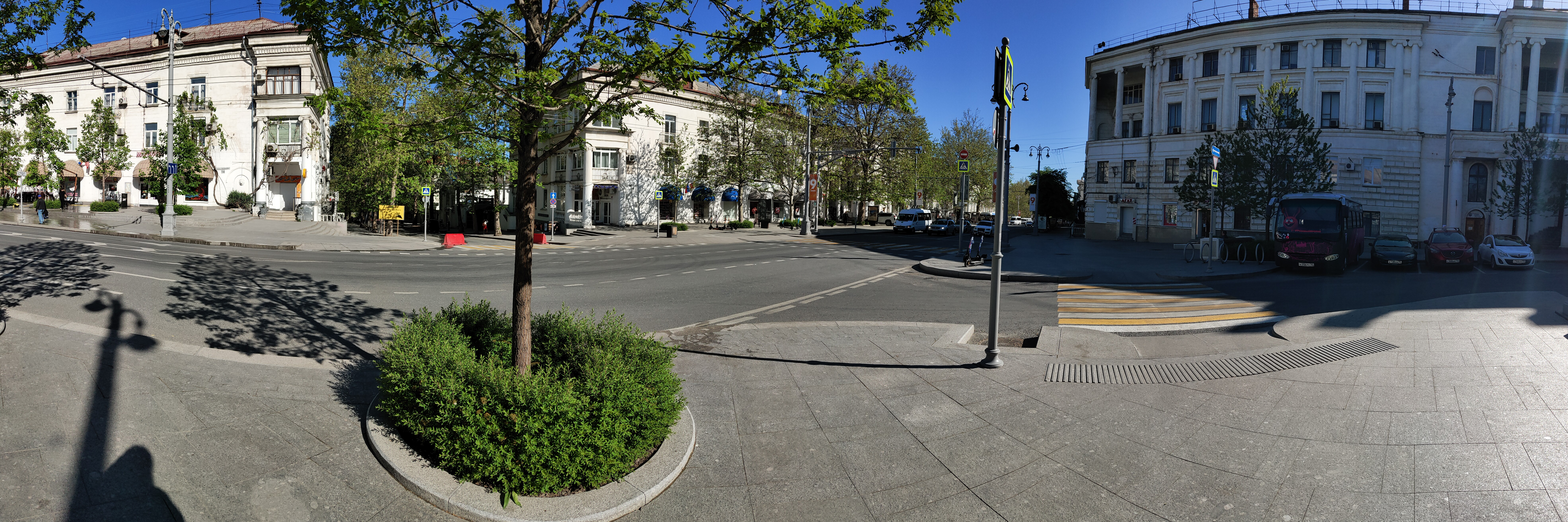
Площадь Лазарева (Севастополь), вид в сторону проспекта Нахимова

До Крымской войны площади на этом месте не было: одна часть Большой Морской улицы переходила в другую.
В 1893 году на площади была построена часовня святого Николая и первым официальным названием площади стало — Площадь с часовней.
После октябрьской революции площадь сменила несколько названий. В 1932—1935 называлась — Красная площадь, в 1935—1952 — площадь Толстого, в 1952 — площадь Нахимова, в 1952—1993 площадь Революции, с 1993 — площадь Лазарева.
В 1935 году проведена реконструкция площади. 26 октября 1996 года в эдикуле здания представительства Республики Татарстан на площади был открыт памятник М. П. Лазареву. Рядом с памятником расположена мемориальная доска о площади Лазарева.